# Jean-Pascal Mignot
Jean-Pascal Mignot (Ruan, Francia, 26 de febrero de 1981) es un futbolista francés, se desempeña como defensa y lateral en el AS Saint-Étienne de la Ligue 1 francesa.

## Clubes
| Club             | País    | Año         | Partidos | Goles |
| AJ Auxerre       | Francia | 2002 - 2011 | 202      | 7     |
| AS Saint-Étienne | Francia | 2011 -      | 40       | 1     |

## Títulos

### Campeonatos nacionales
| Título          | Club             | País    | Año  |
| --------------- | ---------------- | ------- | ---- |
| Copa de la Liga | AS Saint-Étienne | Francia | 2013 |

- Datos: Q716178
- Multimedia: Jean-Pascal Mignot / Q716178